# Elena Laverón
Elena Álvarez Laverón (Ceuta, 15 de junio de 1938) es una escultora española, además de pintora, ceramista y tapicista.

## Biografía

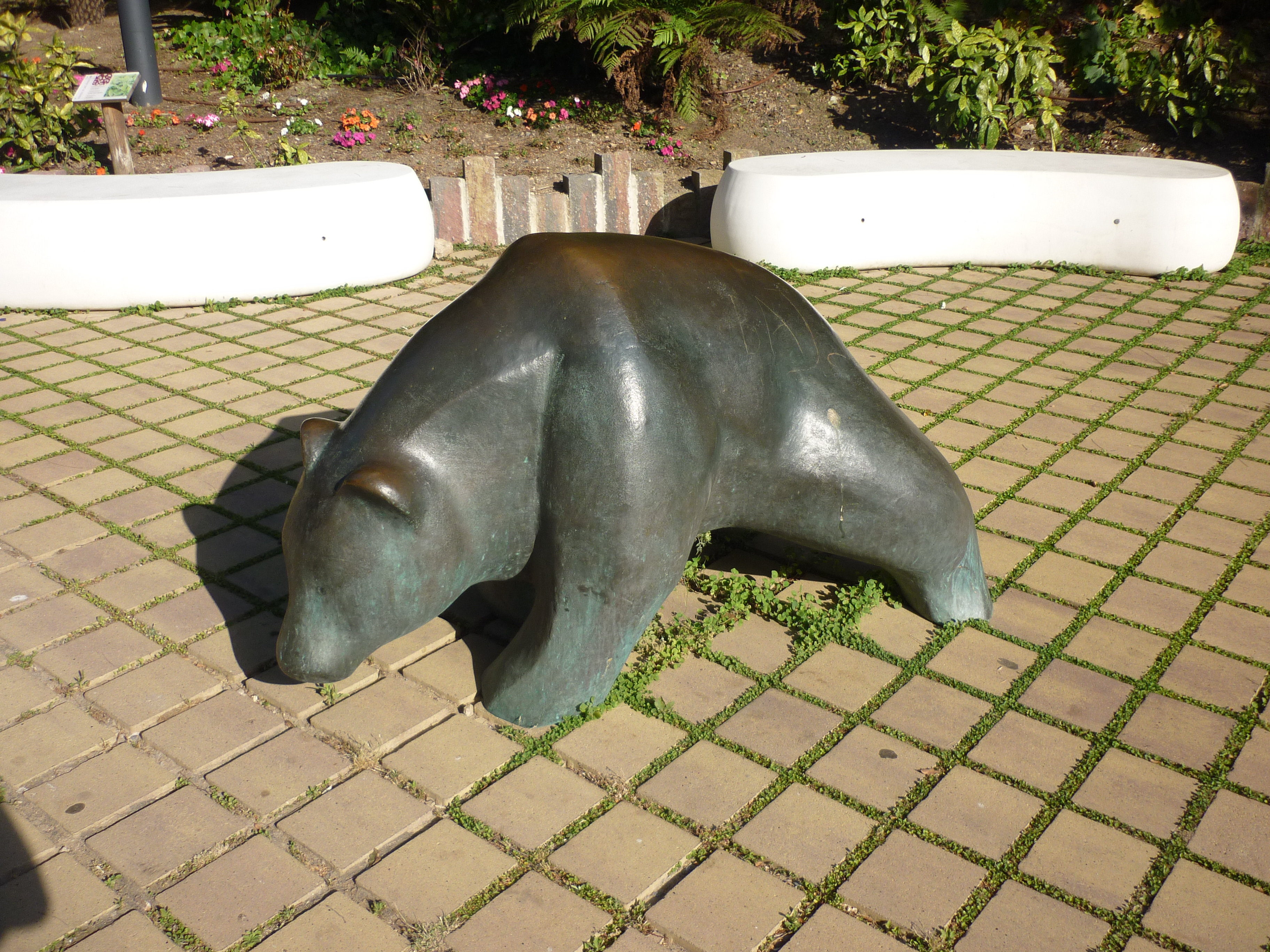
Oso, de Elena Laverón, en el parque de San Amaro, Ceuta

Elena A. Laverón nació en Ceuta en 1938 y vivió en el protectorado español de Marruecos hasta 1954. Durante esos años, residió en distintas poblaciones del protectorado español de Marruecos como Ketama, Arcila, Alcazarquivir o Larache, y Tánger, dado que su padre fue de los últimos altos funcionarios del Gobierno español en la zona. Fue en Tánger donde empieza a recibir sus primeras clases de dibujo, de la mano del profesor Julio Ramis. Después, su familia se trasladó a Barcelona. Se inició en la pintura con el acuarelista Roca Delpech. Entró de aprendiz en el taller del escultor Backelaine.
Fue en esa época cuando se afianzó su interés por la escultura. Estudió cerámica en la Escuela Massana, luego conoció a Angelina Alós y bajo su supervisión llevó un taller de cerámica industrial durante cierto tiempo.
En 1954 ingresó en la Escuela de Bellas Artes de San Jorge, de Barcelona. Recibió el Segundo Premio de Escultura del Círculo Aristide Maillol del Instituto Francés. En París, estudió con el escultor ruso Zadquine. En 1959, volvió a Ceuta a impartir clases de Dibujo en el Instituto de Bachillerato. 
En 1963 se casó con Aser Seara, y juntos se trasladan a Alemania donde vivirán durante tres años. Es allí donde inició una serie de figuras de estructuras transparentes en las que el vacío es considerado como un elemento fundamental de la materia escultórica.
En 1966 regresan a España y se instalan en Málaga, donde residen actualmente. Desde entonces se dedica fundamentalmente a la escultura. En su casa-taller, ubicado en Churriana, muy cerca de Torremolinos, y su jardín habitan sus esculturas, a las que siempre ha considerado parte de los paisajes y no ha querido meter en vitrinas. 
Como artista, decidió firmar sus obras con el apellido de su madre, Laverón, apellido más corto y menos común.
De su obra, el premio Nobel de Literatura Mario Vargas Llosa explicó: «Parecería que la implacable dicotomía que separa la materia del espíritu se reconcilia en la escultura de Laverón, con claras reminiscencias a Picasso y a Moore (y al arte primitivo)». Y es que ese trío de ases que cita el autor de La Chunga, guarda lazos muy íntimos entre ellos. José María Lozano, que califica a la escultura como “musa de arquitectos”.
Pareja Tomando el Sol, monumento al Turista, es de las primeras obras que adquiere un Ayuntamiento, el de Benalmádena, para instalarla definitivamente en las calles de la ciudad. Está ubicada en el Parque de los Limones. Desde entonces, han sido numerosas las obras de la escultora que se han convertido en parte del paisaje urbano de muchas ciudades.
En Málaga, está El Marengo de Huelin, donde es capaz de plasmar con un lenguaje depurado la fuerza física de sacar el copo, la técnica con la que los marengos, así se conoce a los hombres del mar en Málaga, sacaban el pescado desde la orilla. 
En 1975 tuvo su primera exposición en Madrid, en la galería Faunas, con 25 esculturas a las que José Hierro calificará de «ídolos primitivos». La revista Reseña publicpi un artículo sobre su obra que firma Paloma Esteban.
A Elena Laverón siempre le gusta experimentar con nuevos materiales y, en 1978, comenzó a experimentar con el poliéster y con la piedra artificial.
En 1982, el Ayuntamiento de Málaga le encargó la escultura que irá delante del estadio de fútbol de La Rosaleda. Diez años más tarde, algunas de sus esculturas estarán en el Pabellón de Naciones Unidas en la Exposición Universal de Sevilla. Una de ellas, fue donada a la UNESCO. Una impresionante escultura, 'Figura de pie en tres módulos', es la que separa la parte residencial de Teatinos del campus de la Universidad de Málaga.
La obra de Elena Laverón forma parte múltiples colecciones públicas y privadas en distintos países del mundo del mundo. En cuanto a museos con obra suya, destacan el Museo Guggenheim de Nueva York y el Danforth Museum of Art de Massachusetts en EE. UU., el Museo Municipal de Mülheim, en Alemania, el Museo de Toluca, en México, el Museo de Escultura de Bad Ragaz en Suiza, así como en los museos Centro de Arte Reina Sofía, en Madrid, de las Murallas Reales de Ceuta o el Museo de Málaga, antiguo Museo de Bellas Artes, en España.
Además, la obra de Elena Laverón debido a su carácter monumental, puede verse en multitud de espacios públicos en calles, paseos y plazas de ciudades tan diversas como Atlanta, Madrid, Málaga o Ceuta.
Laverón continúa trabajando y organizando exposiciones antológicas. Entre sus más recientes se encuentran las organizadas en Aranda de Duero, con motivo de las Edades del Hombre (2015), en el Centro de Arte Contemporáneo de Vélez-Málaga (2016), en el Puerto de Málaga (2017), o en la ciudad de Torremolinos en Málaga (2016, 2019), donde actualmente continúan expuestas sus esculturas.

## Colecciones
Museos
- Guggenheim Museum, Nueva York, EE. UU.
- Museo de Arte Contemporáneo Reina Sofía, Madrid, España.
- Museo Municipal de Mülheim, Alemania.
- Museo de Toluca, México.
- Museo de Bellas Artes, Málaga, España.
- Danforth Museum of Art, Massachusetts, EE. UU.
- Museo al Aire Libre, Huelva, España.
- Museo de Escultura al Aire Libre de Alcalá de Henares, España.
- Museo de las Murallas Reales, Ciudad Autónoma de Ceuta, España.
- Museo de la O.N.C.E., Madrid, España.
- Museo de Escultura, Leganés. Esculturas del Museo Nacional Centro de Arte Reina Sofía depositadas en Leganés, España.
- Museo de Escultura, Bad Ragaz, Suiza.

Espacios Públicos
- Sede de la Unesco, París, Francia.[3]
- Complejo Crown Pointe, Atlanta, EE.UU.
- 178 Renaissance Pkwy NE (Cruce Piedmont Ave y Renaissance Pkw NE), Atlanta, Georgia, EE.UU.
- Estación de Chamartín, Madrid, España.
- Palomares (Vallecas), Madrid, España.
- Iglesia San Pedro Bautista, Ávila.
- Plaza de los Reyes, Ceuta.
- Parque de la Batería, Ceuta, España.
- Calle Real, Ceuta, España.
- Urbanización Bahía de Marbella, Marbella, Málaga, España.
- Cruce de la Colina, Torremolinos, Málaga, España.
- Plaza Costa del Sol, Torremolinos, Málaga.
- Plaza de La Nogalera, Torremolinos, Málaga, España.
- Paseo marítimo Antonio Machado, Málaga, España.
- Plaza de la Rosaleda, Málaga, España.
- Centro Comercial Málaga Plaza, Málaga, España.
- Parque Tecnológico de Andalucía, Málaga, España.
- Plaza de La Solidaridad, Málaga, España.
- Parque de Huelin, Málaga, España.
- Parque del Oeste, Málaga, España.
- Glorieta del Bulevar Louis Pasteur, Campus de Teatinos, Universidad de Málaga, España.
- Parque de los Limones, Benalmádena Pueblo, Málaga, España.

## Distinciones
- Segundo «Premio de Escultura del Círculo Aristide Maillol» del Instituto Francés, Barcelona, 1954.
- Primer premio del «I Certamen Nacional de Artes Plásticas» organizado por el Ayuntamiento de Málaga, 1962.
- Segundo Premio de Escultura en la «VIII Bienal Internacional de Alejandría», Egipto, 1970.
- Segundo Premio de Escultura en la «III Bienal Internacional del Deporte en la Bellas Artes» de Barcelona, con su obra «Luchadores», 1971.
- Primer Premio en la «VIII Bienal Internacional de Arte de Marbella», 1984.
- «Premio de las Artes y la Cultura» de la consejería de Educación y Cultura de la Ciudad Autónoma de Ceuta, 2008.
- «Premio María de Eza», Ceuta, 2015.